# Бивер Дам (Кентаки)
Бивер Дам (енгл. Beaver Dam) град је у америчкој савезној држави Кентаки.

## Демографија
По попису из 2010. године број становника је 3.409, што је 376 (12,4%) становника више него 2000. године.
| Група             | 2000.         | 2010.         |
| Белци             | 2.808 (92,6%) | 2.762 (81,0%) |
| Афроамериканци    | 104 (3,4%)    | 78 (2,3%)     |
| Азијати           | 8 (0,3%)      | 22 (0,6%)     |
| Хиспаноамериканци | 78 (2,6%)     | 504 (14,8%)   |
| Укупно            | 3.033         | 3.409         |